# Артыков, Анвар Артыкович
Анвар Артыкович Артыков (узб. Ортиқов Анвар Ортиқович; род. 30 ноября 1951, Ош) — советский, киргизский политический и государственный деятель, губернатор Ошской области (18.03.2005—12.12.2005), управляющий делами ЦК Компартии Киргизии, второй секретарь Джалал-Абадского обкома партии, депутат Жогорку Кенеша КР 4-х созывов, председатель Комитета по экономике Жогорку Кенеша КР 2-х созывов, член политсовета партии СДПК, заслуженный экономист Киргизской Республики.

## Биография
Анвар Артыкович Артыков родился в городе Ош, этнический узбек.
В 1968 году поступил в Андижанский институт хлопководства. В 1971 году ушёл в академический отпуск, после смерти отца, по семейным обстоятельствам. В 1972 году перевёлся на заочное обучение. В 1973 году был призван в службу в ряды Советской Армии. По окончании службы восстановился и в 1977 году окончил Андижанский институт хлопководства по специальности инженер-механик. В 1989—1991 годах был слушателем Академии общественных наук при ЦК КПСС}}.
Трудовую деятельность начал в 1966 году рабочим в Ошской конторе мехсаночистки Министерства жилищно-коммунального хозяйства Киргизской ССР. В 1973—1975 годах прошёл действительную военную службу в Московском военном округе.
В 1971—1973 и 1975—1979 годы — инженер, старший инженер южного производственного автотреста министерство автомобильных транспорта и шоссейных дорог Киргизской ССР.
С 1979 по 1981 годы работал главным инженером Ошской грузовой автобазы № 2. С 1981 по 1984 год был директором Ошского регионального автоцентра обслуживания и обеспечения запчастями автомашин КАМАЗ, в зону обслуживания которого входили 3 области Узбекской ССР (Андижанская, Ферганская и Наманганская), а также Ленинабадская область Таджикской ССР и 2 области Киргизской ССР (Ошская и Талаская).
В 1984—1991 годы занимал должности инструктора промышленного отдела Ошского обкома партии, второго секретаря Джалал-Абадского обкома партии, управляющего делами ЦК Компартии Киргизии. В 1990—2000 годах был депутатом Верховного Совета Киргизской ССР, депутатом Жогорку Кенеша Кыргызской Республики, занимал должности председателя комитета по экономики и финансов. В 1992—2000 годы — руководитель депутатской группы Кыргызстана в парламентской ассамблее ОБСЕ.
В 2000 году выдвигался кандидатом в Президенты Киргизской Республики, но не сдал экзамен на знание киргизского языка.
В 2004—2005 годы возглавлял проект Всемирного банка в области энергетики.
Анвар Артыков был избран «народным губернатором» на митинге 18 марта и утверждён новым правительством на должности губернатора Ошской области сразу после смены власти 25 марта 2005 года, но 12 декабря того же года снят с занимаемого поста из-за разногласий с президентом Бакиевым. Арестован накануне второй киргизской революции.
В октябре 2010 был избран депутатом Жогорку Кенеша Кыргызской Республики V созыва по списку политической партии «Ар-Намыс». Был членом Комитета Жогорку Кенеша по обороне и безопасности.
В октябре 2015 был избран депутатом Жогорку Кенеша Кыргызской Республики VI созыва от партии СДПК. Был им по 2021 год.
Заслуженный экономист Кыргызской Республики.
Женат, имеет пятерых детей.

## Награды
- Орден «Достук» (20 ноября 2017) — за существенный вклад в социально-экономическое развитие Кыргызской Республики и проведение экономических, социальных реформ, а также высокие достижения в профессиональной деятельности[8][9]
- Серебряная медаль «МПА СНГ — 20 лет»[10]
- Почётная грамота Жогорку Кенеша[11].